# The Telegraph (газета, Калькутта)
The Telegraph (хинди टेलीग्राफ) — индийская ежедневная газета на английском языке, публикуемая Ananda Publishers. Издаётся с 1982 года.  Штаб-квартира издания находится в Калькутте. The Telegraph — четвёртая по тиражу англоязычная газета в Индии (после Times of India, Hindustan Times и The Hindu). Наряду с Times of India, это самая популярная англоязычная газета в Восточной Индии. По данным на 2008 год, разовый тираж The Telegraph составлял 484 971 экземпляров. В 2011 году читательская аудитория газеты составляла 1,21 млн человек. Региональные издания The Telegraph выходят в таких городах, как Гувахати, Джорхат, Силигури, Джамшедпур, Ранчи и Бхубанешвар. Главный редактор — Авик Саркар.